# Aït Yahya
Ait Yahya (franska: Ait Yahya (CR), Ait Yahya (Commune Rurale), arabiska: سيدي علي) är en kommun i Marocko.   Den ligger i provinsen Midelt och regionen Drâa-Tafilalet, 250 km sydost om huvudstaden Rabat. Antalet invånare är 4 455.